# Kuバンド
Kuバンド（ケーユーバンド）は電磁スペクトルのマイクロ波の中でも周波数範囲 12–18 GHz の帯域のこと。この名前は "K-under"（元はドイツ語の Kurz-unten）を略したものであり、これは NATO Kバンドの下の部分であることが由来である。NATO Kバンドは真ん中の部分に 22.24 GHz の大気水蒸気共鳴ピークを含み、その部分で長距離伝送が不可能であったため、 Ku, K, Kaの3つに分割された。レーザ応用においては、IEEE規格521-2002のレーダ周波数帯命名法の正式な定義に従い、その範囲は 12–18 GHz である。
Kuバンドは主に衛星通信、特に衛星放送を流すための直接放送衛星により使われるダウンリンク、およびスペースシャトルと国際宇宙ステーションの両方の通信に使用されるNASAのTDRSなど特定の用途に使用されている。Kuバンド衛星はバックホール、特に遠隔地からテレビのネットワークのスタジオに戻して編集および放送するための衛星としても使われる。このバンドはITUによって地域により異なる複数のセグメントに分割されている。NBCは1983年にKuバンドを介して系列局のフィードの大部分をアップリンクした最初のテレビネットワークである。
この無線周波数帯の一部の周波数は、特にヨーロッパで自動車のスピード違反を見つけるために用いられているレーダーガンで使われている。

## セグメントと地域

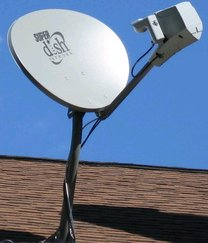
このバンドの1つの使用例は直接放送衛星テレビである。地球から35,700km離れた静止軌道にある放送通信衛星からのK_{u} バンドマイクロ波ビームを介した衛星テレビチャンネルを受信する住宅の衛星放送受信アンテナ

### アメリカ
北米および南米のほとんどは、ITU第2地域であり、11.7-12.2 GHz (局部発振器周波数 (LOF) 10.75-11.25 GHz)がFSS（固定衛星業務）に、14.0-14.5GHzがアップリンクに割り当てられている。北米の周りを回っているFSS Ku バンド衛星が22以上あり、1つ1つが12から48のトランスポンダを搭載し、1つのトランスポンダあたり20-120ワットであり、はっきりと受信するためには0.8-1.5mのアンテナが必要である。
12.2-12.7 GHz (LOF 11.25-11.75 GHz) のセグメントはBSS（放送衛星業務）に割り当てられる。BSS (DBS直接放送衛星) は100から240ワットの電力で動作する27GHz帯域幅のトランスポンダを通常16から32個搭載し、18インチ(450mm)ほどの小さい受信アンテナの使用を可能にする。

### ヨーロッパ・アフリカ
ヨーロッパ・アフリカでのセグメントはITU第一地域で表され、11.45-11.7および12.5-12.75GHz帯域がFSS (固定衛星業務, アップリンク14.0-14.5 GHz) に割り当てられている。ヨーロッパにおいてはKuバンドは10.7-12.75GHz (LOF低 9.750 GHz, LOF高 10.750 GHz) がアストラ衛星に搭載されるような直接放送衛星業務に使用されている。11.7-12.5GHzはBSS（放送衛星業務）に割り当てられている。

### オーストラリア
オーストラリアはITU第3地域の一部であり、オーストラリアの規制環境は11.70-12.75GHzのダウンリンクおよび14.0-14.5GHzのアップリンクに及ぶクラスライセンスを提供している。

### インドネシア
ITUはインドネシアを非常に高い降雨量である地域Pに分類している。これによりインドネシアでKuバンド (11 – 18 GHz) を使うことについて多くの人々が確信を持てなくなった。もし豪雨の地域で10GHzを超える周波数を使うと、通信の有効性が低下する。この問題は無線通信回線を設計する際に適切なリンクバジェットを使用することで解決することができる。高いパワーにより雨の損失で減衰するのを克服できる。
インドネシアにおける降雨による減衰の測定は、パダン、チビノン、スラバヤ、バンドンの衛星通信回線に対して行われた。インドネシアにおいてITUモデルに加え、DAHモデルが雨による減衰を予測するのに有効である。DAHモデルは2001年よりITU勧告となっている（勧告番号 No. ITU-R P.618-7）。このモデルは99.7%利用可能な回線を作製することができ、Kuバンドをインドネシアで適用できるようになる。
インドネシアのような熱帯地域の衛星通信にKuバンドを使用することの頻度が増えている。インドネシア上の衛星のいくつかはKuバンドのトランスポンダ、さらにKaバンドのトランスポンダを搭載している。2002年12月に打ち上げられ95°東に位置するNewskies (NSS 6)にはインドネシア（スマトラ島、ジャワ島、ボルネオ島、スラウェシ島、バリ島、小スンダ列島、モルッカ諸島）で受信可能なKuバンドトランスポンダのみ搭載している。NSS 6は2018年6月に打ち上げられ54個のKuバンドトランスポンダを搭載する同じ場所にあるSES-12に置き換えられる予定である。2004年に打ち上げられたiPSTAR衛星もKuバンドを用いている。Kuバンドを用いてインドネシアで受信できる衛星は他にパラパ D, MEASAT 3/3A, JCSAT-4B, AsiaSat 5, ST 2, Chinasat 11, Korea Telecom Koreasat 8/ABS 2 (2nd half 2013), SES-8がある。

### 他
Kuバンド内のITUの他の割り当てには、固定業務（マイクロ波塔）、電波天文学業務、宇宙研究業務、移動業務、無線測位業務（レーダー）、アマチュア無線業務、無線ナビゲーションなどがある。しかし、これらの業務のすべてが実際にこの帯域で動作しているわけではなく、あまり使われていないものもある。

## 利点
Cバンドと比べて、Kuバンドは地上マイクロ波システムとの干渉を避けるために同じようにパワーが制限されておらず、アップリンク・ダウンリンクのパワーを増大させることができる。この高いパワーは小さいアンテナでも受信でき、衛星の送信電力とアンテナの大きさの間は一般的な関係がある。パワーが増大すると、アンテナの皿の大きさは小さくなる。これはアンテナの皿の目的はある領域にわたる入射波を集めそれらを全て皿の前面に取り付けられた（面に向いて後方に向けられた）アンテナの実際の受信部に集中させることであるからであり、もし波が強い場合受信部で同じ強度を達成するために集める必要がある波の数は少なくなる。波が強い場合、受信素子で同じ強度を達成するために収集する必要のある波の数は少なくなる。
マイクロ波帯での低い周波数の主な魅力は、短い波長で小さい地上パラボラアンテナで異なる通信衛星の信号を分離するのに十分な角度分解能を達成できることにある。レイリー基準により、所与の角度ビーム幅（利得）を有する放射パターンを生成するのに必要であるパラボラアンテナの皿の直径は波長に比例する、つまり、周波数に反比例する。12GHzでは1メートルの皿で2つの衛星に焦点を合わせることができるが、わずか2度離れた別の衛星からの信号は十分拒否する。FSS（固定衛星業務、アメリカでは11.7-12.2GHz）の衛星はたった2度しか離れていないため、これは重要である。4GHz（Cバンド）では、この狭い角度分解能を達成するためには3メートルの皿が必要である。皿の大きさと周波数の間には逆線形相関があることに注意する。DBS（直接放送衛星）業務（アメリカでは12.2-12.7GHz）におけるKu衛星の場合、これらの衛星は9度離れていたため1mよりずっと小さいアンテナを使うことができる。CバンドおよびKuバンド衛星のパワーレベルは長年にわたり増加しているため、皿のビーム幅は利得よりもはるかに重要になってきている。
Kuバンドは使用者に多くのフレキシビリティを提供する。皿の小ささと地上操作から自由になったKuバンドシステムにより適切な皿の位置を見つけることが簡単になる。エンドユーザーにとってKuバンドは一般的に安く、小型アンテナを可能にする（どちらも高周波数や集束ビームにより）。KuバンドはKaバンドの周波数スペクトルよりも雨による減衰を受けにくい。

## 欠点
しかし、Kuバンドのシステムにはいくつかの欠点がある。10GHz周辺では液体水の中の分子の配向緩和に起因する吸収ピークがある。10GHzより上ではミー散乱がそれを継ぐ。この効果は大雨(100mm/h)のときの一般的にレインフェードと呼ばれる顕著な減衰である。 ただし、衛星ネットワークを設計する際に適切なリンクバジェット戦略を展開し、かつ高い電力消費を割り当てレインフェードのロスを補償することによりこの問題は軽減することができる。したがって、Kuバンド衛星は通常Cバンド衛星よりもかなり多くの送信電力を必要とする。
「スノーフェード」と呼ばれる同様の現象はKuバンドに特有のものではない。これは皿に雪や氷がつもったことにより焦点が大きく変わるためである。
衛星オペレーターのEarth Stationアンテナは、与えられた大きさの皿においてKuバンドで動作するときはCバンドと比べてはるかに狭いフォーカスビームのため、より正確な位置制御を必要とする。位置フィードバック精度は高く、アンテナが皿表面の風荷重の下での位置を維持するための閉ループ制御システムを必要としうる。